# Манкель, Густав Адольф
Густав Адольф Манкель (швед. Gustaf Adolf Mankell; 20 мая 1812 , Кристиансфельд, Шлезвиг — 23 марта 1880, Стокгольм) — шведский композитор, органист, музыкальный педагог. Член шведской королевской музыкальной академии с 1841 года.

## Биография
Сын музыканта и изготовителя музыкальных инструментов Йохана Германа Манкеля. Брат композитора Карла Абрахама Манкеля.
С 1823 году жил в Швеции. В 1833 году сначала зарабатывал на жизнь уроками игры на фортепиано в Стокгольме. В 1835 году окончил Королевскую высшую музыкальную школу в Стокгольме по специальности органист, давал концерты. В том же году устроился органистом в стокгольмскую церковь Якоба и оставался на этой должности до самой смерти. Также работал учителем пения и кантором в Высшей школе Якоба.
В 1837 году — органист в шведской королевской музыкальной академии, где преподавал с 1853 года, с 1859 года как профессор игры на органе.
В мае 1841 года стал членом шведской королевской музыкальной академии.
Похоронен на стокгольмском кладбище Норра бегравнингсплатсен.

## Избранные музыкальные сочинения
- Дивертисмент , 1833 г.
- 12 сонатин для органа. (1833?)
- 16 фуг с прелюдиями для органа. (1833?)
- Прелюдия из пяти частей и фугетта ре-бемоль мажор, 1845 г.
- Прелюдия и фугетта фа-диез мажор, 1845 г.
- Фугетта с прелюдией ми минор, 1852 г.
- 12 фугет для органа, 1858 г.
- Адажио (для органа), до минор, 1860 г.
- Прелюдия и фугетта фа мажор, 1860 г.
- Концертное аллегро, ми-бемоль мажор, 1865 г.
- Концертное аллегро, ре мажор, 1865 г.
- Постлюдия и фуга, до мажор, 1865 г.
- Постлюдия и фуга, ре мажор, 1865 г.
- Концертная пьеса фа мажор, 1865 г.
- Адажио си мажор, 1865 г.
- Адажио ми мажор, 1865 г.
- Анданте фа-диез мажор, 1865 г.
- Адажио соль мажор, 1865 г.
- Allegro moderata e grazioso, фа мажор, 1866 г.
- Двенадцать органных пьес шрифтом Брайля, 1868 г. (первое печатное произведение в Швеции, основанное на системе обозначений Брайля).
- Концертное аллегро, ми-бемоль мажор, 1870 г.
- Скерцо и трио, до минор, 1870 г.
- Три менуэта, ре мажор, ми-бемоль мажор, фа минор, 1871 г.
- Трехчастных лёгких и коротких пьес из 12 частей, 1876 г.
- Аллегро, до мажор, 1879 г.
- 12 легких пьес из 3 частей, 1879 г.
- Аллегро, ми мажор, 1879 г.
- 6 фуг: фа мажор, ре минор, си-бемоль мажор, ми-бемоль мажор, до мажор, до минор, 1879.
- 6 ключевых пьес: ми мажор, соль минор, ми-бемоль мажор, ля мажор, соль минор, си минор, 1879.